# ريمون عودة
ريمون عودة (6 أكتوبر 1932 - 16 يوليو 2022)، هو اقتصادي وسياسي لبناني فلسطيني، وأحد مؤسسي بنك عودة، ووزير شؤون المهجرين اللبناني السابق في الحكومة اللبنانية 66 التي شُكلت في 11 يوليو 2008 برئاسة فؤاد السنيورة، وانتهت فترته في 9 نوفمبر 2009.

## حياته
ولد ريمون عودة في صيدا عام 1932، من أصل فلسطيني، فعائلته من اللاجئين الفلسطينيين في لبنان، متزوج وله ثلاثة أولاد: بيار، وبول، وشيرين. لم يلتحق ريمون بالجامعة، فعندما أنهى مرحلته الدراسية كان والده مريضًا، فذهب للعمل في بنك مصر لبنان، وعمل هناك لمدة عامين. ثم سافر إلى الكويت فعمل في الصيرفة وفي التجارة والبناء والمقاولات، ثم تعاون ريمون مع والده وديع، وأخويه جورج وجان، لتأسيس بنك عودة، الذي أصبح في عام 1964 أول مصرف تجاري في لبنان، وتوسع البنك وأصبح له عدة فروع دولية في جنيف عام 1975، وفي باريس عام 1979، وفي الأردن عام 2004، وفي سوريا عام 2005، في مصر عام 2006، وفي السودان من خلال «البنك الأهلي السوداني» عام 2006، وفي السعودية من خلال شركة «عودة العربية السعودية» عام 2006، وفي قطر عام 2007، وفي موناكو عام 2010.
انتخب رئيساً لـ «جمعية المصارف في لبنان» عام 1993. وتلقى العديد من الجوائز، من بينها، جائزة «يوروموني» لمساهمته المتميزة في تطوير الخدمات المالية في منطقة الشرق الأوسط، كما حصل على شهادة الدكتوراه الفخرية من «الجامعة اللبنانية الأميركية».
ريمون عودة هو عضو مؤسس وعضو عامل في الهيئة الإدارية في مركز الرعاية الدائمة منذ 1993، وعضو مجلس إدارة كل من "مدرسة سيدة الجمهور، والجامعة اللبنانية الأميركية، وجامعة الحريري الكندية، والمؤسسة الوطنية للتراث، أسس مؤسسة عودة في عام 2000، وهي مؤسسة تكرس أنشطتها لتعزيز التراث الوطني وإعادة إحياء وترويج المهن الحرفية في لبنان وفي صيدا خاصة.
شارك في الحكومة اللبنانية رقم 66 التي شكلها فؤاد السنيورة في 11 يوليو 2008، حيث شارك كمستقل ضمن تحالف 14 آذار، وانتهت ولاية الحكومة في 9 نوفمبر 2009.
حصل على عدة أوسمة مثل: وسام الأرز الوطني، ووسام الاستحقاق المدني ووسام فرسان مالطة، كما حصل على جائزة أفضل مصرفي لعام 2014 من جمعيّة المصرفيّين العرب في لندن.